# (4158) Santini
(4158) Santini es un asteroide que forma parte del cinturón exterior de asteroides y fue descubierto por el equipo del Observatorio Astronómico de San Vittore el 28 de enero de 1989 desde el observatorio homónimo de Bolonia, Italia.

## Designación y nombre
Santini se designó inicialmente como 1989 BE.
Más tarde, en 1990, fue nombrado en honor del astrónomo italiano Giovanni Santini (1786-1877), quien fuera director del observatorio de Padua.

## Características orbitales
Santini orbita a una distancia media de 3,401 ua del Sol, pudiendo alejarse hasta 3,465 ua y acercarse hasta 3,337 ua. Tiene una inclinación orbital de 6,169 grados y una excentricidad de 0,01884. Emplea en completar una órbita alrededor del Sol 2291 días.

## Características físicas
La magnitud absoluta de Santini es 11,6.